# Punti Seuleumak Barat
Punti Seuleumak Barat is een bestuurslaag in het regentschap Aceh Utara van de provincie Atjeh, Indonesië. Punti Seuleumak Barat telt 341 inwoners (volkstelling 2010).